# Коднір Емануїл Самойлович
Емануїл Самойлович Коднір (1904, Одеса — невідомо) — український радянський та радянський архітектор.

## Біографія
Емануїл Коднір народився 1904 року в Одесі у родині робітника. Єврей. Закінчив 5 класів реального училища, потім працював у студентських артілях. У артілях виконував різні пракутичні роботи і одночасно у 1921-1922 роках навчався у студії художника Гінзбурга.
1923 року вступив на архітектурний факультет Одеського художнього інституту, який закінчив 1929 року, здобувши звання художника-архітектора. Дипломний проєкт Кодніра "Інститут грязелікування в Одесі" було відзначено як найкращий. З 1925 року був членом Спілки вчителів. Того ж року був за кордоном - у Берліні.
Практичну роботу за спеціальністю Коднір розпочав ще під час навчання - у 1925-1927 роках він працював техніком у банку і одночасно помічником у роботах архітектора Маврикія Рейнгарца. З 1927 по 1929 роки працював виконробом у Одесбуді.
Після закінчення інституту 1929 року архітектор переїхав на Донбас. У 1929-1930 працював начальником будівництва Костянтинівського хімічного заводу, водночас спроєктував та збудував там: житловий будинок, готель, школу ФЗУ, гуртожиток, Будинок рад.
1931 року Емануїла Кодніра переведено до Харкова на посаду архітектора Правління Укрхімтресту. Та вже наприкінці того ж року трест було ліквідовано, а Кодніра переведено до Головпроєкту і призначено бригадиром проєктної групи. 1932 року створено Укрпроєктлегпром, де Кодніра призначено головним архітектором. У січні 1934 року його переведено на посаду архітектоар у Раднарком УСРР. Того ж року столицю було перенесено з Харкова до Києва, туди переїхав і Раднарком, відтак і архітектор Коднір. За цей період архітектор спорудив ряд значних будівель - як у Харкові, так і в інших містах. Його було премійовано на Всесоюзному конкурсі колгоспного клуба (за цим проєктом його споруджено у 10 точках Донбасу).
1935 року в Києві архітектор взяв участь у конкурсі на типові проєкти шкіл. Його проєект було премійовано та затверджено, архітектора було переведено у Народний комісаріат освіти і  призначеного головним архітектором Шкілпроєкту, де він працював до кінця 1940 року, розробивши 12 типових проєктів шкіл. Загалом за цими проєктами споруджено в Україні (лише майже 40 шкіл - у Києві), а також у Білорусі, Казахстані загалом близько 250 шкіл. Особисту творчу роботу суміщав із керівництвом у Шкілпроєкті. 
Наприкінці 1940 року архітектор переїхав у місто Москва, був призначений у Анілпроєкт головним інженером майданчика. У квітні 1941 року був мобілізований і спрямований на спеціальне будівництво у Прибалтиці.  Та вже у серпні 1941 року Емануїла Кодніра переведено у місто Владивосток на посаду головного міського архітектора і начальника служби маскування. 1943 року його переведено у місто Курган, де він працював Управляючим і головним інженером обласного будівельного треста. 1944 року був призначений начальником Курганського обласного відділу архітектури, того ж року його переведено на таку ж посаду в Брянськ. 
У березні 1946 року його призначено начальником Управління архітектури при Раді міністрів Кабардинської АРСР. Наприкінці 1947 року через хворобу його було звільнено від роботи. Він переїхав до Москви де з 1948 року працював головним архітектором Арктикпроєкту Головпівнічморшляху. 
Наразі відомості про подальше життя архітектора невідомі.

## Серійні проєкти шкіл
- Неномерний 1935 року
- №27
- №29
- №103
- №103-А
- №107
- №108 (співавтори Грицай, Новицький, Бєлкін)
- №108-Б

## Споруди
- 16-квартирний житловий будинок у місті Костянтинівка (1929)
- Школа ФЗУ у місті Костянтинівка (1930)
- Школа ФЗУ у місті Переїзна (1930)
- Школа ФЗУ у місті Рубіжна (1930)
- Гуртожиток у місті Костянтинівка (1930)
- Школа ФЗУ в місті Слов'янськ (1931)
- Готель у місті Костянтинівка (1931)
- Будинок Рад у місті Костянтинівка (1931)
- Кістково-туберкульозний корпус Харківської окружної лікарні (1931)
- Дитячий соматичний корпус тієї ж лікарні (1931)
- Палац культури у місті Горлівка (1932)
- Проєкт реконструкції олівцевої фабрики місті Слов'янськ (1932)
- Пожежне депо в місті Переїзна (1932)
- Пожежне депо в місті Рубіжна (1932)
- Будівля єдиного диспансеру на Тракторному заводі в Харклві (1932)
- Завод автоскла на Донбасі (1932-1933)
- Багатоповерховий житловий будинок у місті Харків (1933)
- Центрально науково-технічна бібліотека у місті Харків (1933)
- Корпус Інженерно-економічного інституту у місті Харків (1933)
- Гараж Ради міністрів УРСР у Києві (1934)
- Типовий проєкт дитячого садочка (збудовано 5 будівель) (1935)
- Театр російської драми в Києві (1935-1936)
- Неномерний проєкт школи - гімназія №109 в Києві та ще 5 шкіл (1935)
- Проєкт школи №103 - 4 школи в Києві (1936-1937)
- Проєкт дачі для керівників біля Києва (1937)
- Проєкт школи №103-А - 3 школи в Києві (1937-1938)
- Проєкт школи №107 - 7 шкіл у Києві (1936-1937)
- Проєкт школи №108 (співавтори архітектор  Грицай, Новицький, Бєлкін) - 7 шкіл у Києві (1936-1937)
- Проєкт школи №108-Б - 6 шкіл у Києві (1936-1937)
- Проєкт школи №27 - 1 школа в Києві (1939)
- Проєкт школи №29 - 2 школи в Києві (1939-1940)
- Проєкт в'їзду в порт у місті Владивосток (1941)
- Водна станція у місті Владивосток (1942)
- Реконструкція театру в місті Курган (1943)
- Реконструкція кінотеатру в місті Курган (1944)
- Типовий проєкт індивідуальної забудови для Брянської області (1945)
- Генеральний план відновлення і реконструкцій міст Навля, Суровичі Брянської області (1945)
- Проєкт забудови житлового кварталу в місті Брянську (1946)
- Генеральний план відновлення і реконструкції міста Новозибків (1946)
- Проєкт особняка в Брянській області (1946)
- Проєкт павільйону фотографії в місті Нальчику (1946)
- Три типових проєкти для індивідуального будівництва у місті Нальчик (1946-1947)
- Дитячий садок міністерства внутрішніх справ Кабардинської АРСР (1947)
- Проєкт павільйону із кафе-рестораном поблизу Нальчика (1947)
- Проєект житлового будинку в місті Нальчику (1947)
- Проєкт автовокзалу в місті Нальчику (1947)
- Проєкт планування району індивідуального житлового будівництва в місті Нальчику (1947)
- Типовий проєкт будинку на 2 квартири для Арктики (1948)

## Інтер'єрні роботи
- Проєкт архітектурної оздоби банкетної зали готелю в Харкові (1934)
- Проєкт реконструкції та архітектурної оздоби тимчасового єврейського театру в Києві (1934)

## Конкурсні проєкти
- Конкурсний проєкт школи під гаслом "Дітям" (разом із Юрієм Корбіним) (1937) - перша премія, проєкт затверджено 1938 року, але зрештою не втілено з формулюванням "некономічність проєкту"[1]

## Публікації
- Коднір Е. Деталі проектування шкіл // Архітектура Радянської УКраїни. - 1938. - №10-11.